# Paul Yao N'Dré
Paul Yao N'Dré, né le 29 décembre 1956,  est un homme politique et magistrat ivoirien. Il a été président du Conseil constitutionnel de Côte d'Ivoire de 2009 à 2011. Il a également occupé le poste de ministre de l'Intérieur pendant la présidence du président Laurent Gbagbo.

## Biographie

### Jeunesse et éducation
Paul Yao N'Dré est né à Gogobro, situé dans le département de Divo. Il appartient au groupe ethnique Dida. Il a travaillé comme professeur de droit et a été membre du Front populaire ivoirien (FPI), le parti politique dirigé par Laurent Gbagbo de 1982-2011.

### Carrière politique

#### Début de la vie politique
Pendant la présidence de Laurent Gbagbo, Yao N'Dré a été élu à l'Assemblée nationale en tant que candidat du FPI aux élections législatives de décembre 2000-janvier 2001. Il a ensuite été ministre de l'Intérieur, mais a quitté le gouvernement après la guerre civile de septembre 2002-janvier 2003. Bien qu'il n'ait pas occupé de poste officiel au sein du gouvernement après la guerre, il est resté un membre clé du cercle consultatif de Gbagbo. Au sein du FPI, il a été secrétaire national à la Justice et aux Droits de l'Homme.

#### Nomination au poste de président du Conseil constitutionnel
Le 8 août 2009, le président Laurent Gbagbo a nommé Yao N'Dré au poste de président du Conseil constitutionnel, en remplacement de Yanon Yapo. Cette nomination a suscité des inquiétudes au sein des partis d’opposition, qui craignaient que les liens étroits de Yao N’Dré avec Gbagbo ne compromettent l’impartialité du Conseil, en particulier lors de la prochaine élection présidentielle.

### Rôle dans la crise politique de 2010-2011

#### Élection présidentielle de 2010
L’élection présidentielle d’octobre 2010 s’est terminée sans vainqueur clair, conduisant à un second tour le 28 novembre 2010 entre Laurent Gbagbo et le leader de l’opposition Alassane Ouattara. Après plusieurs jours de retard, Youssouf Bakayoko, président de la Commission électorale indépendante (CEI), a annoncé les résultats provisoires le 2 décembre 2010, déclarant Ouattara vainqueur avec 54,1 % des voix.
Cependant, Yao N’Dré a invalidé ces résultats, affirmant que la CEI n’avait pas respecté le délai imparti pour les annoncer. Il a déclaré que seul le Conseil constitutionnel pouvait proclamer les résultats définitifs. Le 3 décembre, le Conseil a annoncé que Gbagbo avait remporté l'élection avec 51,45 % des voix après avoir annulé les résultats de sept régions du nord en raison d'irrégularités présumées. Cette décision a déclenché une crise politique, Gbagbo et Ouattara revendiquant tous deux la victoire.

#### Conséquences et conflit armé
Le conflit a dégénéré en conflit armé. En avril 2011, les forces de Ouattara ont capturé Gbagbo et pris le contrôle de la capitale, Abidjan. Yao N'Dré s'est enfui au Ghana mais est retourné en Côte d'Ivoire plus tard dans le mois. Le 21 avril 2011, il a rencontré Ouattara et a reconnu sa présidence, qualifiant Gbagbo d'« ancien président »,.

#### Reconnaissance de la présidence de Ouattara
Le 5 mai 2011, Yao N'Dré a officiellement proclamé Alassane Ouattara comme président légitime de la Côte d'Ivoire, citant l'approbation de la victoire de Ouattara par l'Union africaine. Ouattara a prêté serment le 6 mai 2011 et une cérémonie officielle d'investiture a eu lieu le 21 mai.

#### Fin de mandat
Le 25 juillet 2011, Ouattara a remplacé Yao N'Dré par Francis Wodié, un homme politique qui avait soutenu Ouattara lors des élections de 2010.